# Hater (chanson de Korn)
Singles de Korn
Spike in My Veins
(2014) Rotting in Vain
(2016)
Hater est une chanson écrite et enregistrée par le groupe de nu metal américain Korn. Il est sorti en tant que troisième et dernier single de leur onzième album studio The Paradigm Shift le 19 juin 2014 .

## Histoire
La chanson est écrite en 2014 pour promouvoir une sortie spéciale de The Paradigm Shift, intitulée The Paradigm Shift: World Tour Edition. Elle est diffusée pour la première fois à la radio le 19 juin 2014 et est mise en ligne le 1er juillet 2014.

## Composition
Concernant la chanson, le chanteur Jonathan Davis dit : 

« Tout le monde a quelqu'un qui vous déteste parce que vous avez quelque chose qu'il veut. C'est vraiment la première chanson stimulante que j'ai jamais écrite. [...] Et tous ceux qui l'ont entendu l'adorent, et je pense que ça va donner envie aux gens qui se sente mal quand les autres s'en prennent à eux et se détestent, du genre : « Putain, je ne le fais pas ! Je m'en fous de ce que tu penses. Je m'en fous de ce que tu dis. Tu es juste un putain de haineux. Je pense que les gens comprendront ça. »

## Clip musical
Le clip, réalisé par David Yarovesky, est diffusé le 21 août 2014. Il compile des vidéos soumises par des fans, sur leurs expériences d'intimidation, aux côtés de Davis essayant de passer à travers un voile gris et d'hommes et de femmes pâles se faisant du mal et/ou flottant dans le sang, la plupart des miniatures ont une palette de couleurs rouge et grise,,.
Le clip se termine par le message « L'automutilation ou le suicide ne sont jamais la solution. Ne laissez pas les haineux gagner ».

## Track listing
Téléchargement numérique
1. Hater - 3:56

## Charts
| Chart (2014)                                | Position |
| ------------------------------------------- | -------- |
| US Hot rock & Alternative Songs (Billboard) | 45       |
| US Rock Airplay (Billboard)                 | 35       |